# Gazzetta Ufficiale della Repubblica Italiana

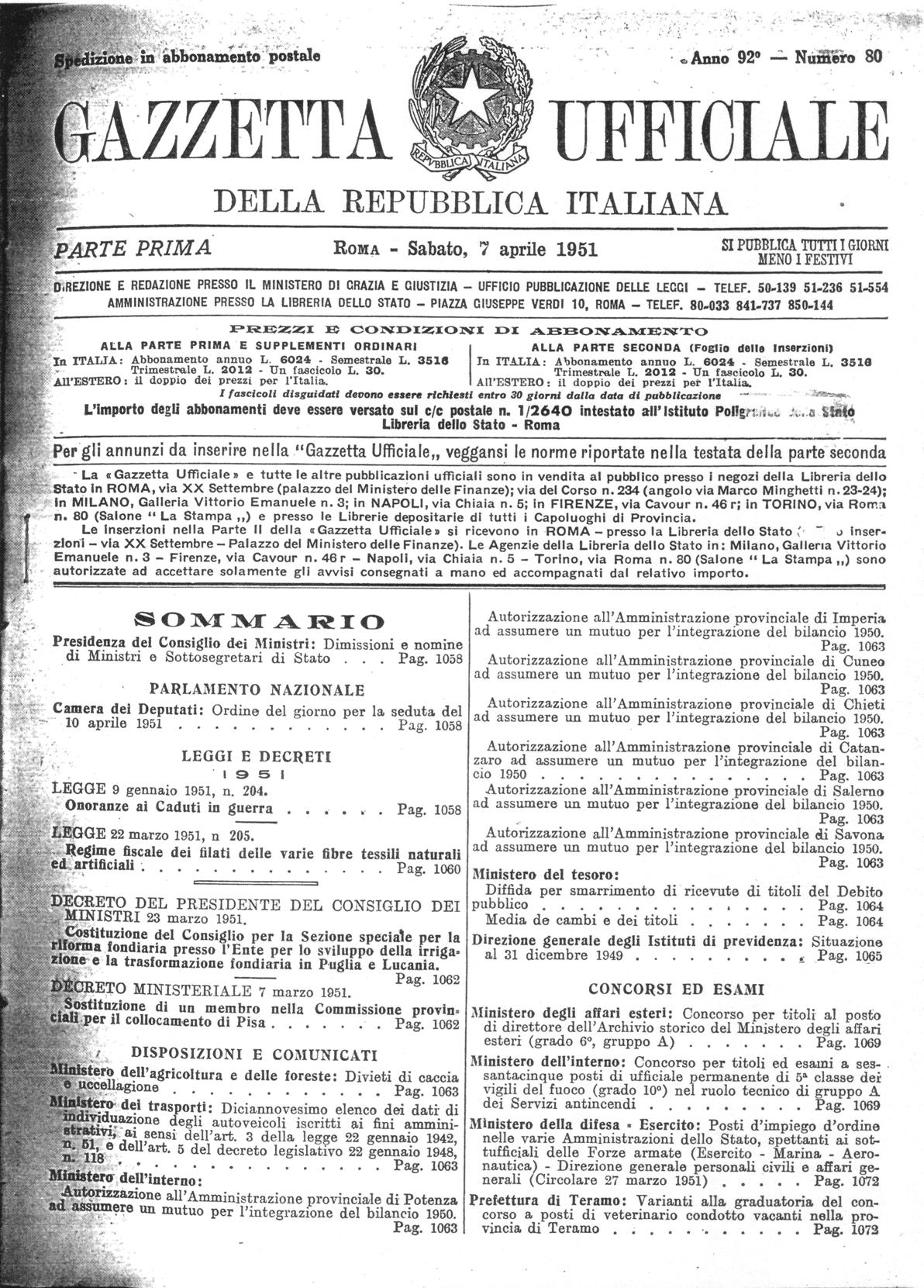
L'édition du 7 avril 1951

La Gazzetta ufficiale della Repubblica italiana (souvent Gazzetta ufficiale ou G.U.) est le journal officiel en Italie. C'est la source officielle des normes juridiques en vigueur pour cet État.

## Historique
Héritière de la Gazzetta piemontese, le journal officiel du royaume de Sardaigne (1720-1861), publié du 2 août 1814 au 31 décembre 1859 (une première édition a existé de 1797 à 1800 avant d'être interrompue par l'occupation française), le 4 janvier 1860, elle devient la Gazzetta ufficiale del Regno d'Italia [du royaume d'Italie], puis prend son titre actuel après la proclamation de la République le 2 juin 1946.